# 下端駅
下端駅（ハダンえき）は、大韓民国釜山広域市沙下区にある、釜山交通公社1号線の駅。駅番号は102。「アートモーリング」を副駅名としている。

## 駅構造
相対式ホーム2面2線を有する地下駅で、スクリーンタイプのホームドアが設置されている。
改札口は上下ホーム別々に設置されており、改札内でのホーム間の移動はできない。出入口は12箇所に設置されている。

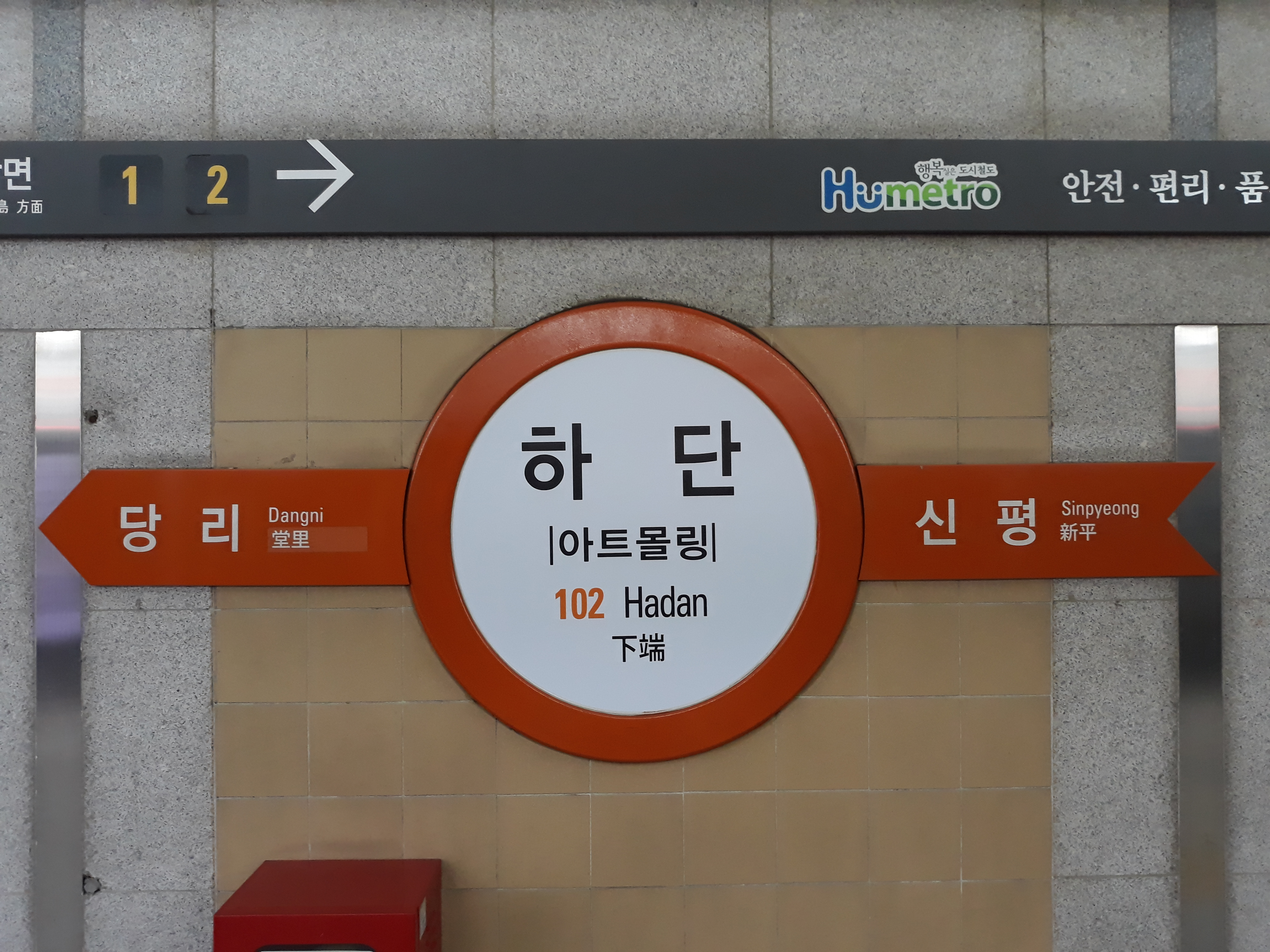
駅名標

### のりば
| 上り | 1号線 | 多大浦海水浴場方面 |
| 下り | 1号線 | 老圃方面           |

## 歴史
- 1994年6月23日 - 1号線新平 - 西大新洞（現・西大新）間延伸に伴い開業。
  - 当初は副駅名として「東亜大前」が設定されていた。
- 2009年1月10日 - 副駅名「東亜大前」を削除。
- 2012年1月1日 - 副駅名「釜山本病院」を追加。
- 2018年
  - 1月1日 - 副駅名「釜山本病院」を削除。
  - 5月21日 - 副駅名「アートモーリング」を追加。

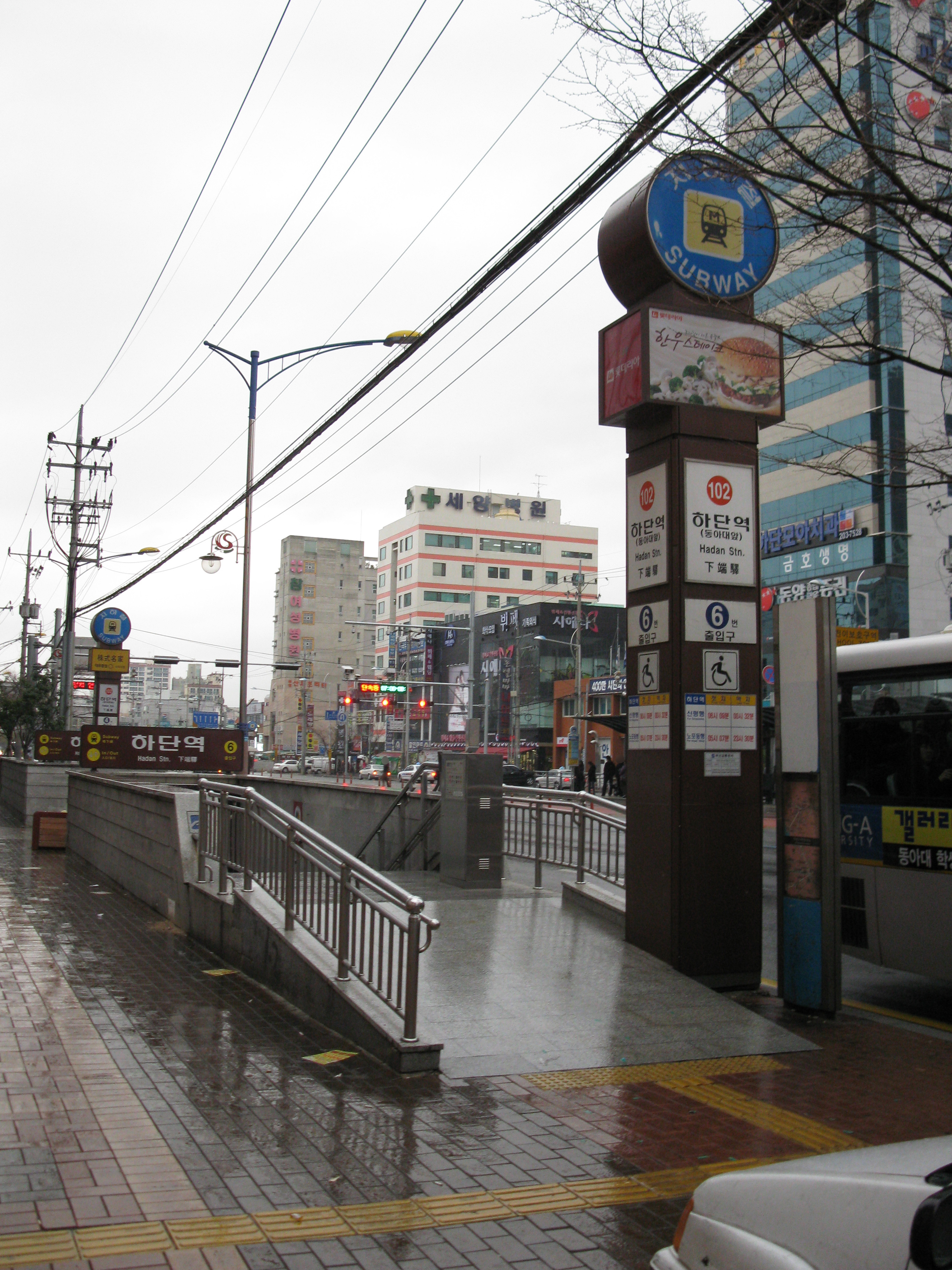
副駅名変更前の6番出入口（2009年2月）
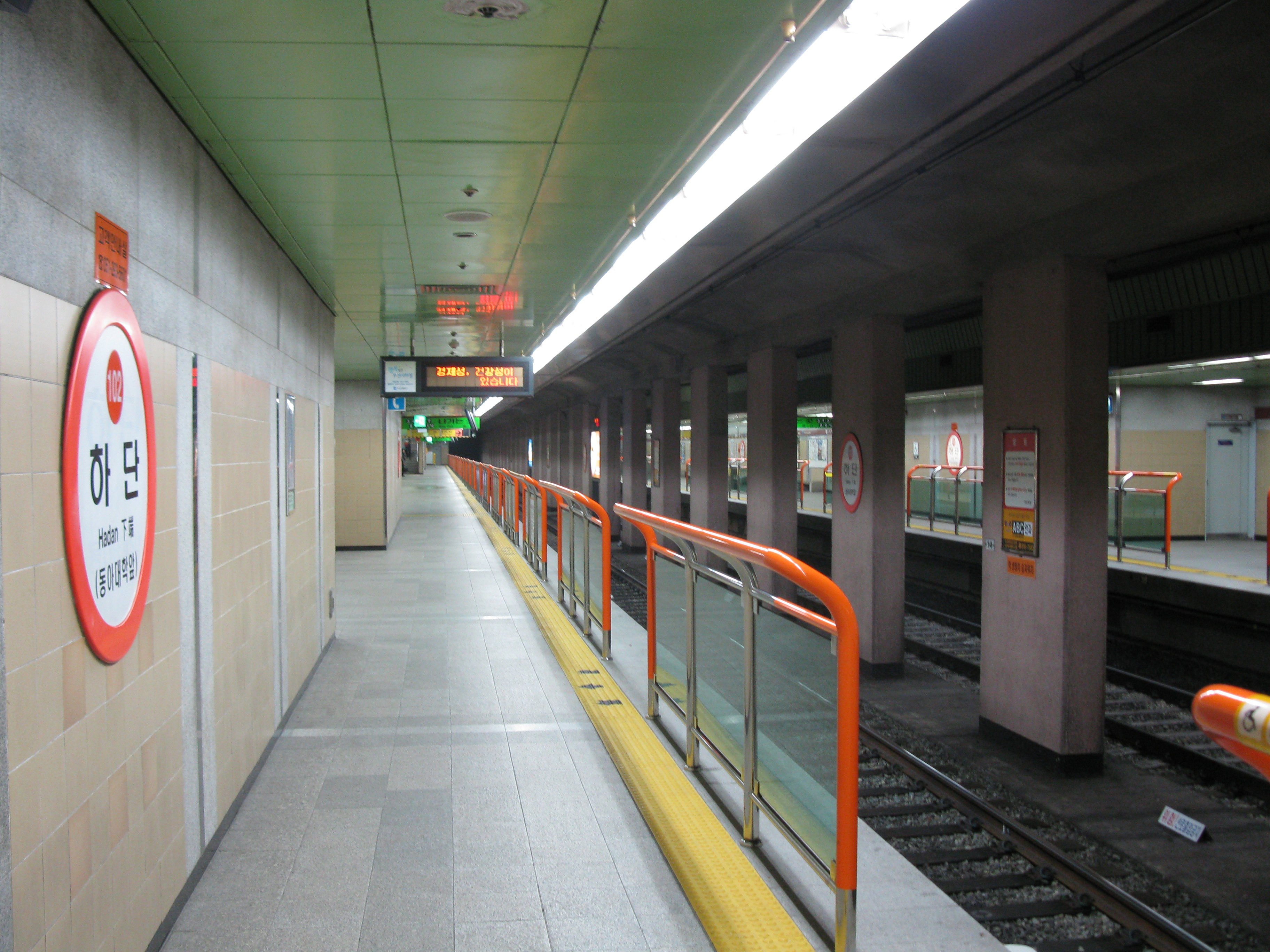
ホームドア設置前（2009年2月）

## 駅周辺
- 釜山沙下警察署下端地区隊
- 釜山沙下警察署下端2治安センター
- 沙下消防署下端119安全センター
- 下端1洞行政福祉センター
- 乙淑島初等学校
- 下端初等学校
- 下端中学校
- 建国中学校
- 建国高等学校
- 釜山女子高等学校
- 東亜大学校昇鶴キャンパス
- エデン公園
- アートモーリング - ショッピングセンター
- 釜山本病院

## 隣の駅
釜山交通公社
 1号線
新平駅 (101) - 下端駅 (102) - 堂里駅 (103)